# 091: Alerta Policía
091: Alerta Policía es un programa de televisión que mezcla los géneros documental, policíaco y telerrealidad. El programa emitido los sábados a las 21:30 emplea un formato similar al ya finalizado Policías en acción, que a su vez fue una adaptación española del formato estadounidense COPS, que sigue y graba a agentes de policía Nacional de diversas ciudades de España durante las patrullas y otras actividades policiales, recogiendo cada semana entre 6 y 7 casos, que varían desde delincuencia común callejera, violencia de género, peleas, operaciones de narcotráfico, control de masas en eventos deportivos, de fronteras o de subsuelo. 
Los reporteros del programa acompañan a las patrullas de seguridad ciudadana y a unidades especializadas de la policía. 

## Historia
091: Alerta Policía es un programa de televisión que mezcla los géneros documental y telerrealidad. El programa emplea un formato similar al ya finalizado Policías en acción, que a su vez fue una adaptación española del formato estadounidense COPS, que sigue y graba a agentes de policía de diversas ciudades de España durante las patrullas y otras actividades policiales, recogiendo cada semana unos 6 casos, que varían desde actividades callejeras, hasta operaciones de narcotráfico, control de masas en eventos deportivos, de fronteras o de subsuelo.
Esta serie muestra el trabajo diario de diversas unidades policiales, de mano de sus propios agentes, que serán protagonistas y narradores de la acción. En cada episodio, se mostrará el trabajo policial a través de entre seis y ocho historias en las que veremos en acción a las unidades de seguridad ciudadana, antidrogas y los departamentos contra la delincuencia organizada, para mostrar cuál es la labor de la policía desde diferentes puntos de vista.
El director del programa es el periodista Raúl Serrano desde la Temporada 01 hasta la 06. En la séptima y octava temporada, pasó a ser, además, el productor ejecutivo del formato. Actualmente se está rodando la 9ª y 10ª temporada 

## Temporadas
| Temporada | Capítulo | Cadena | Género    |
| --------- | -------- | ------ | --------- |
| 1 (2017)  | 13       | DMAX   | Policiaca |
| 2 (2018)  | 14       | DMAX   | Policiaca |
| 3 (2019)  | 14       | DMAX   | Policiaca |
| 4 (2020)  | 14       | DMAX   | Policiaca |
| 5 (2022)  | 14       | DMAX   | Policiaca |
| 6 (2023)  | 13       | DMAX   | Policiaca |
| 7 (2024)  | 6        | DMAX   | Policiaca |
| 8 (2025)  | 6        | Max    | Policiaca |

| 9 (2025)  | 6 | Max |
| 10 (2025) | 6 | Max |